# Barbaradom (Kutná Hora)

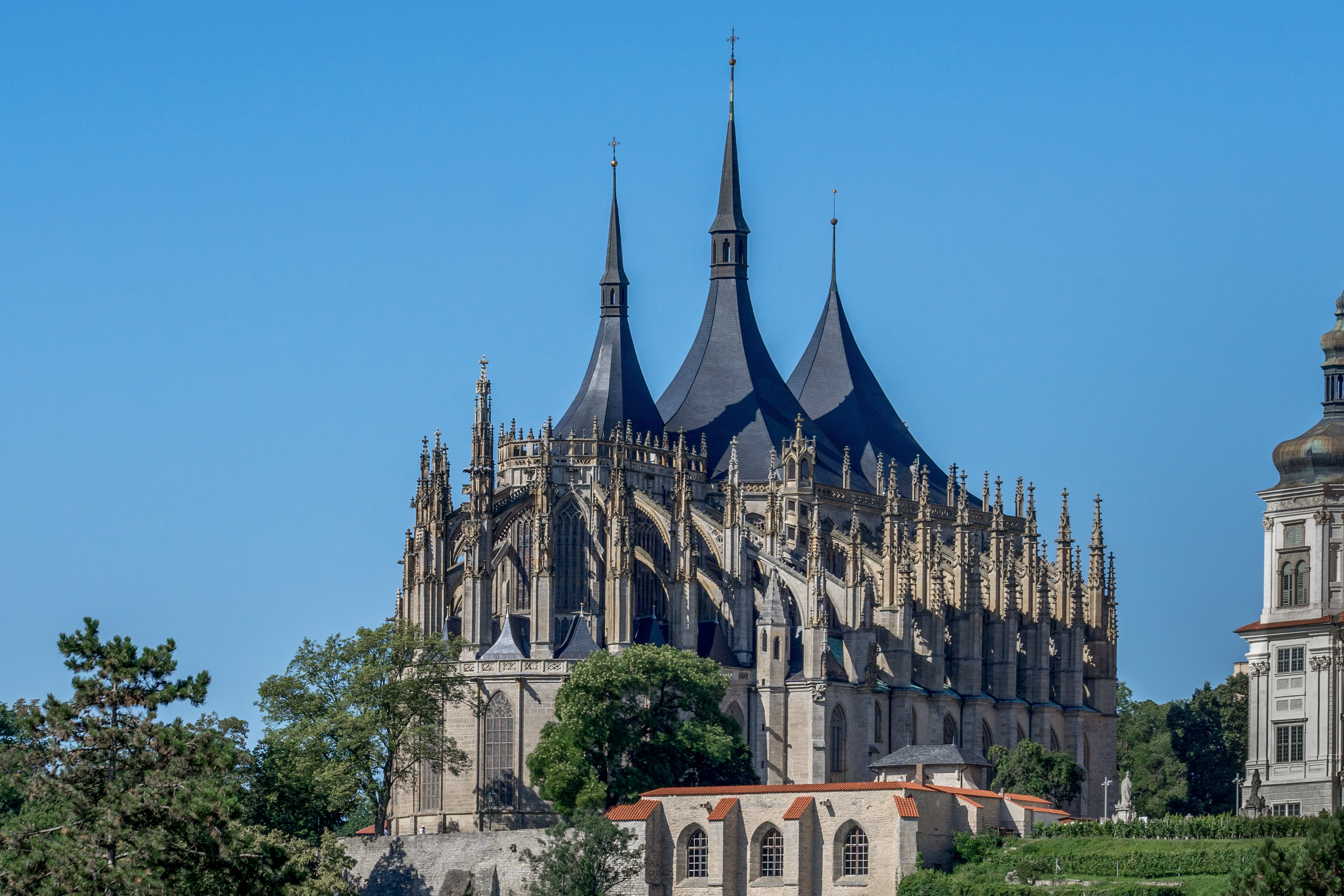
Kuttenberger Dom, Außenansicht

Der Dom St. Barbara (tschechisch Chrám svaté Barbory) in Kutná Hora (deutsch Kuttenberg), kurz Barbaradom, historisch auch bekannt als Kuttenberger Dom, in Tschechien gilt als einer der außergewöhnlichsten gotischen Kirchenbauten in Mitteleuropa. Er befindet sich auf der Weltkulturerbe-Liste der UNESCO. Mit dem Bau wurde im Jahre 1388 begonnen, die Bautätigkeit wurde jedoch mehrmals unterbrochen. Sie ruhte infolge der Hussitenkriege mehr als 60 Jahre bis 1482. 1588 mussten die Arbeiten wegen Geldmangel eingestellt werden. Der Bau wurde mit einer provisorischen Zwischenmauer abgeschlossen. Die letzte Bauphase folgte dann zwischen 1884 und 1905.

## Geschichte und Architektur

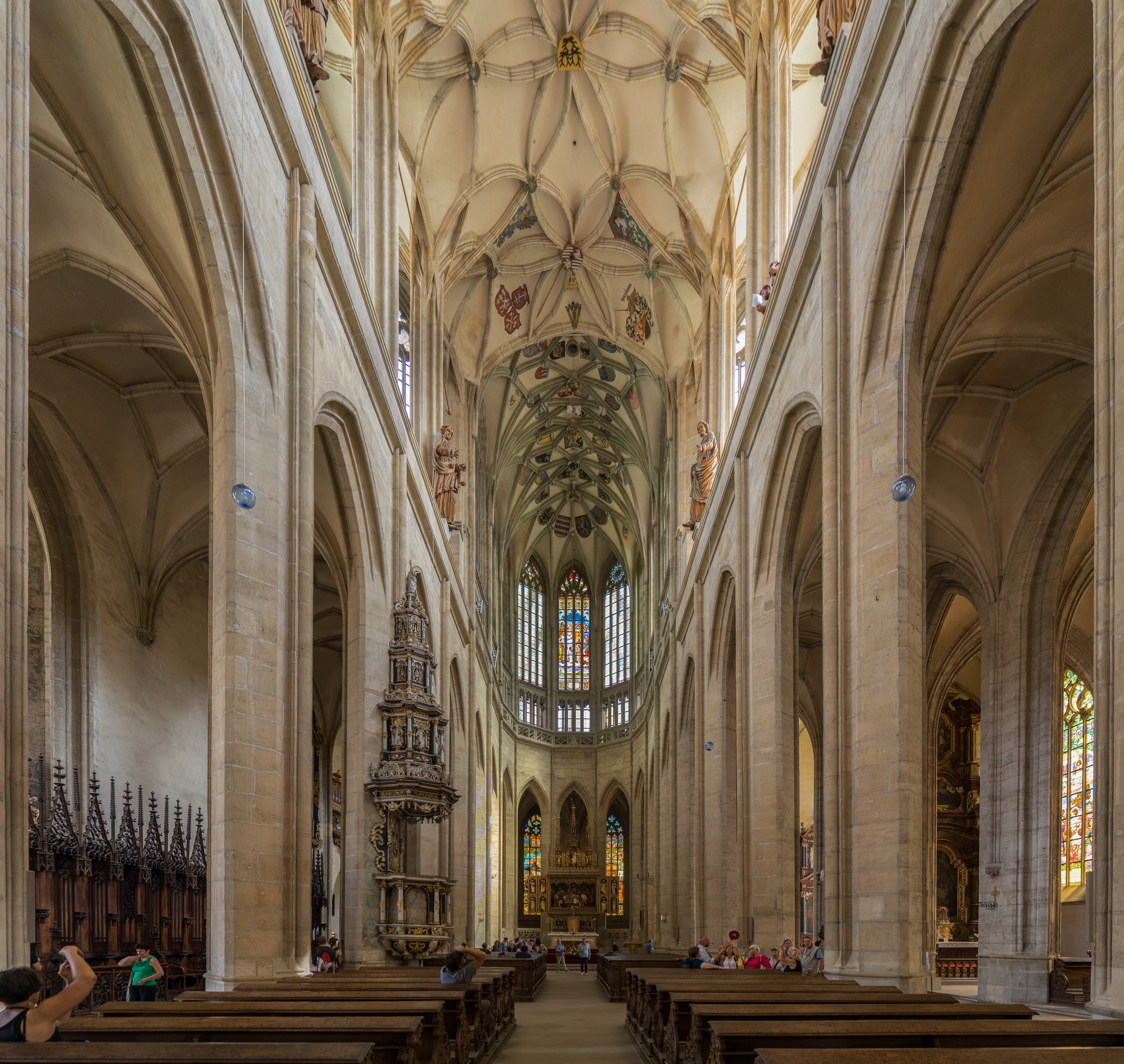
Innenansicht

Der erste Baumeister und Architekt war Johann Parler der Jüngere, Sohn des Peter Parler, der vermutlich auch an der Planung beteiligt war. Nach den Hussitenkriegen waren dann die aus Prag herbeigerufenen Architekten Matthias Rejsek, Vorsteher der Prager Steinmetz-Zunft, und Benedikt Ried, Architekt des Königs Vladislav II., tätig.
Der ursprüngliche Entwurf sah einen fast doppelt so großen Bau vor, doch der Baufortschritt hing mit der Prosperität der Silberminen in der Stadt zusammen sowie mit der jeweiligen politischen Lage der Zeit. Dies bedingte die lange Bauunterbrechung nach der Plünderung der Stadt in den Hussitenkriegen, ebenso wie das abflauende Interesse am Bau im ausgehenden 16. Jahrhundert, als die Reformation Anhänger fand.
Das Langhaus der Kirche ist eine fünfschiffige Emporenhalle; diese geht in einen Chor mit Chorumgang über, der in 15 Seiten eines 28-Ecks schließt und äußerlich fast gerundet wirkt. Der Außenbau wird von reichem Strebewerk bestimmt.
Die ungewöhnliche Anlage des Langhauses beruht auf einer Planänderung unter Benedikt Ried, der an Stelle der geplanten Hochschiffwände einer Basilika über den Langhausarkaden Pfeiler errichtet und so den Raum aufweitet. Über den Pfeilern erhebt sich ein einzigartiges Bogenrippengewölbe, welches die Grenzen zwischen einzelnen Jochen verschleift und so einen sehr einheitlichen Raumeindruck anlegt.
Sein markantes Äußeres mit den drei Zeltdächern erhielt der Dom erst im 19. Jahrhundert wieder. Im Zuge der Neogotik wurde das zwischenzeitlich eher schlichte Dach durch die heutige Konstruktion ersetzt, die sich nach dem ursprünglichen Plan Rieds richtet. Im Zuge dieser Restaurierung erhielt die Kirche auch ein zusätzliches Joch im Westen sowie eine neue Westwand.
Der Dom beherbergt wertvolle Kunstschätze aus verschiedenen Stilepochen, darunter einen Altar des Meisters des Dreifaltigkeitsaltars, der um 1480 geschaffen wurde, zahlreiche Statuen und Wandgemälde sowie ein im Original erhaltenes gotisches Chorgestühl.
Der Dom  befindet sich seit 1995 auf der Weltkulturerbe-Liste der UNESCO.

## Galerie

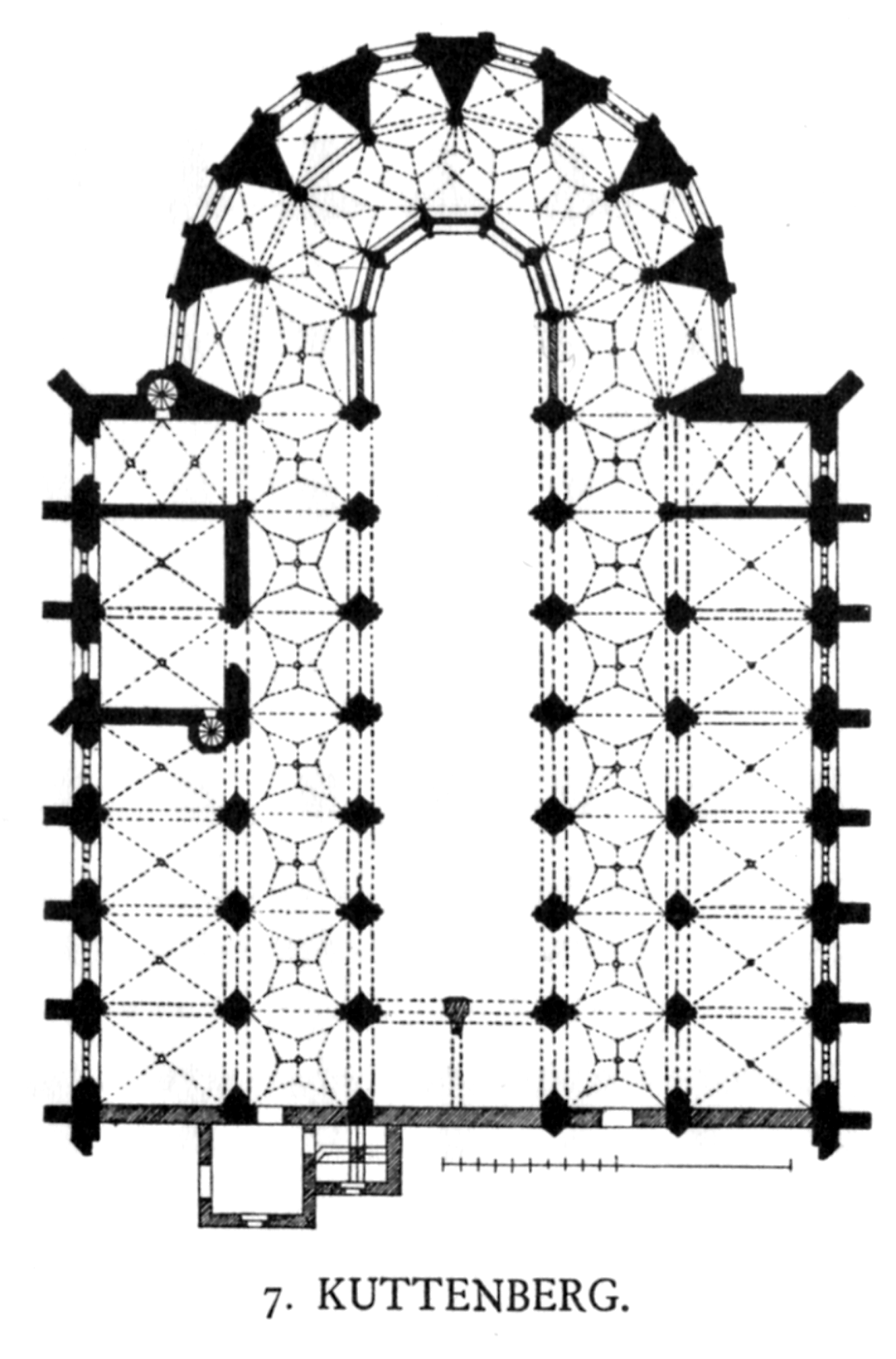
Grundriss
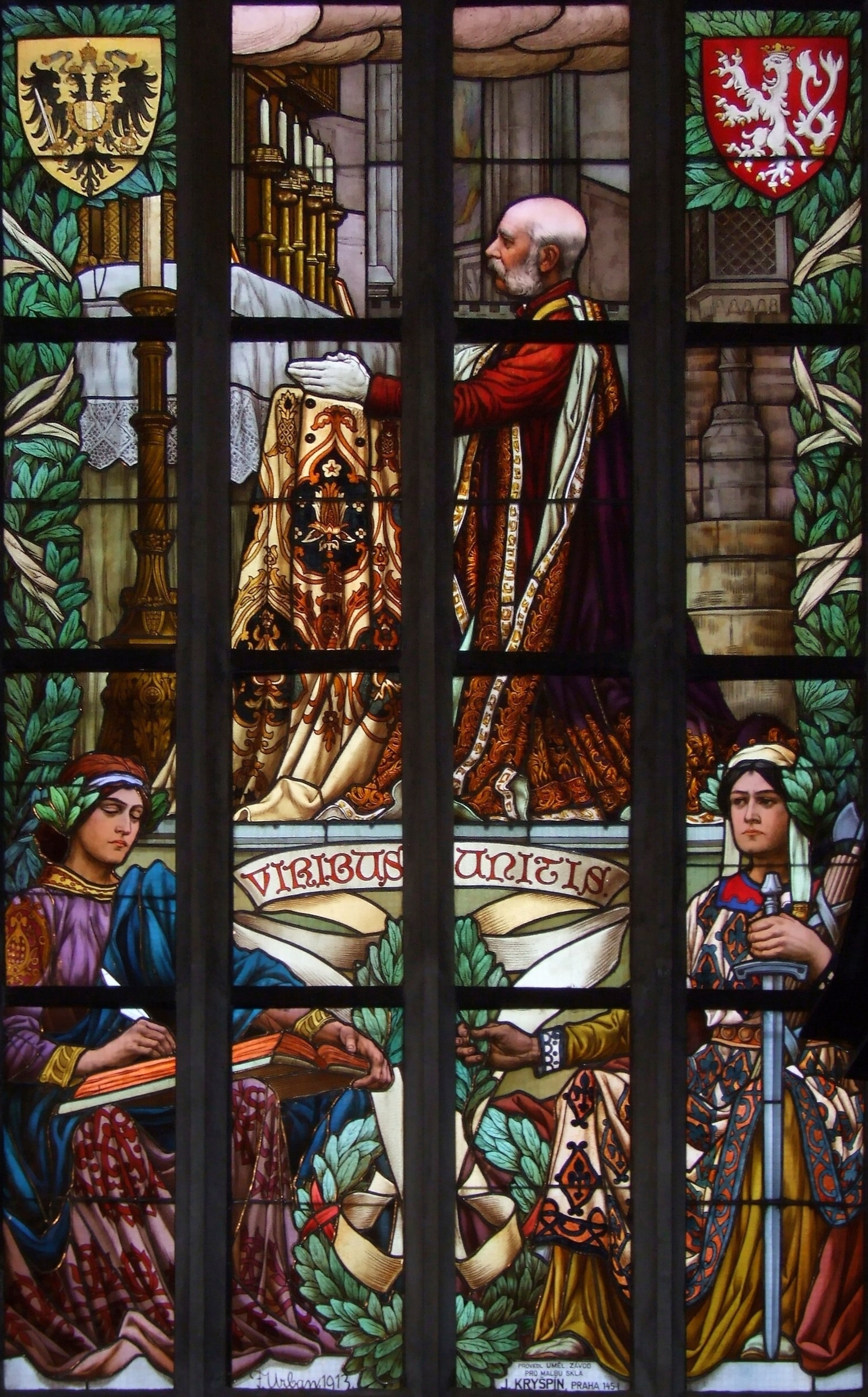
Teil eines Fensterbildes mit der Darstellung des Kaisers Franz Josef
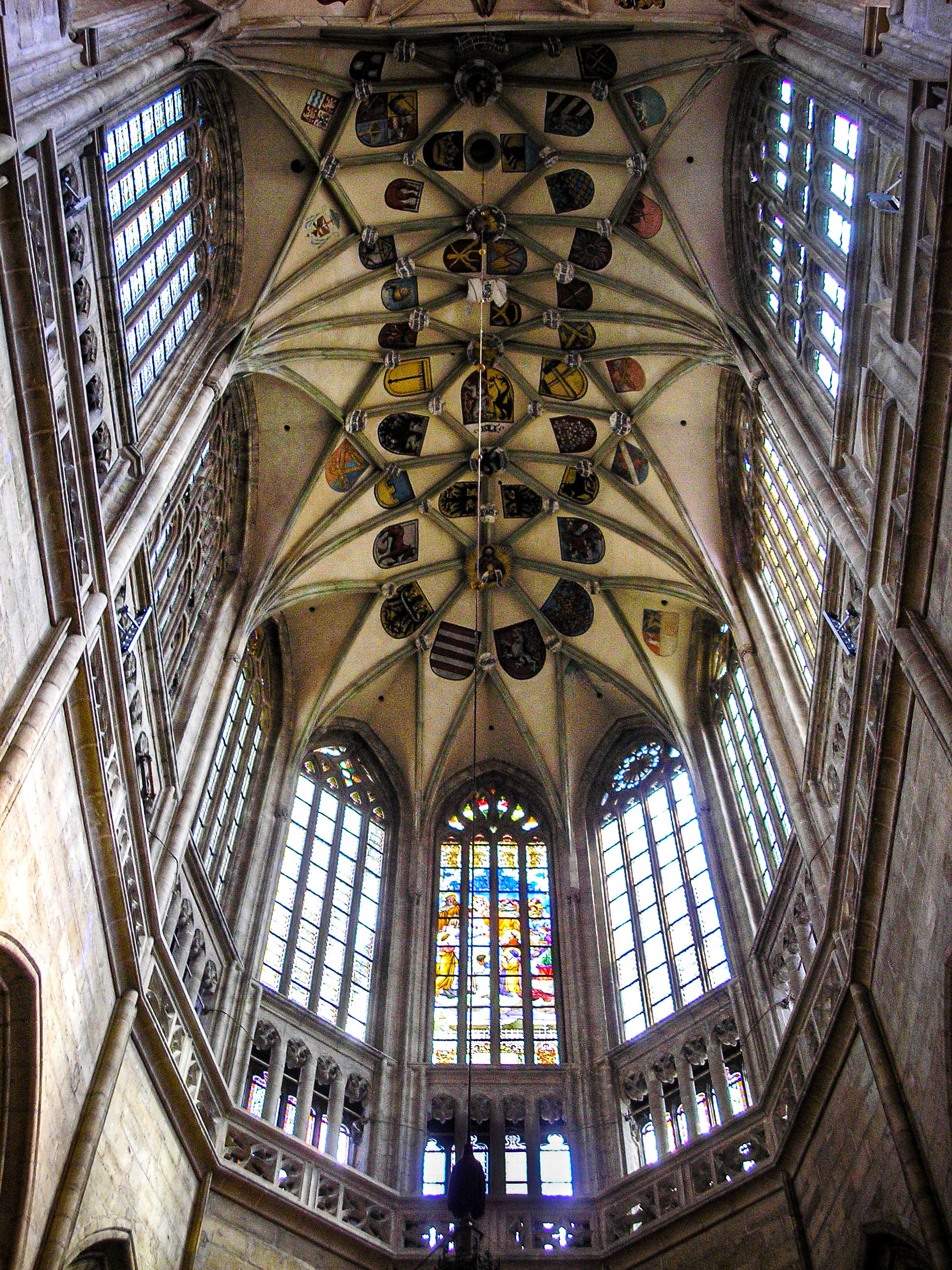
Deckengewölbe über dem Chor